# Republic F-105 Thunderchief
Republic F-105 Thunderchief je američki nadzvučni lovac-bombarder koji se intenzivno koristio u Vijetnamskom ratu.

## Razvoj
1951. tim dizajnera predvođenih Alexanderom Kartvelijem je započeo razvoj novog brzog, jednosjednog jurišnog zrakoplova koji bi mogao nositi i nuklearno naoružanje. Novi zrakoplov je dobio tvorničku oznaku Advanced Project 63 (AP-63) a trebao je zamijeniti F-84F Thunderstreak. Razmotreno je nekoliko dizajnova koji su zapravo nalikovali produženom F-84F s unutarnjim prostorom za bombe. Trebao ga je pokretati Allison J71 turbomlazni motor no kako je imao slab potisak nikad u praktici nije upotrebljen. AP-63 je također trebao nositi rakete zrak-zemlja i zrak-zrak na podkrilnim spojištima, te uz maksimalnu brzinu od Mach 1,5 mogao se samostalno obraniti od neprijateljskih lovaca. Bio je opremljen i modernom elektronikom te je imao mogućnost nadolijevanja goriva u letu. 
Republic Aviation je dobio ugovor za prvih 199 zrakoplova 1952. s početkom dostave 1955. no u realnosti ugovor se često mijenjao po potrebama USAF-a tako je razvoj čak na kratko bio prekinut 1953. a prvi sigurni ugovor je došao tek 1955. i to samo za 15 zrakoplova. Ovih 15 je napravljeno kao dva YF-105A za testiranja; tri RF-105B za izviđanje i deset produkcijskih F-105B. Prvi let prvog YF-105A prototipa je bio 22. listopada 1955. a drugi prototip je uslijedio s letom 28. siječnja 1956. YF-105A je bio zrakoplov glatkih linija sa srednje postavljenim krilima koja su povučena prema nazad za 45 stupnjeva u odnosu na trup. Usisnici zraka se nalaze u samom "korijenu" krila. Glavno podvozje se uvlačio u trup a prednji kotač se uvlačio prema naprijed. Iako je plan bio da se ugradi Pratt & Whitney (P&W) J75 motor, to na početku nije bilo moguće jer u vrijeme YF-105A nisu bili na raspolaganju; stoga je ugrađen slabiji J57-P-25 motor s 45,5 kN normalnog potiska i 66,7 kN potiska s naknadnim izgaranjem. Iako je J57 bio dosta slabiji od J75, YF-105A je ipak postigao brzinu od Mach 1,2. Prvi F-105B je dostavljen sredinom svibnja a prvi let je imao 26. svibnja 1956. s P&W YJ75-P-3 motorom od 71,2 kN potiska pri normalnom radu i 105 kN potiska s naknadnim izagaranjem.
Izvorni F-104B je doživio nesreću prilikom svog prvog leta. Kada je pilot krenuo slijetati, podvozje se nije izvuklo zbog čega je bio prisiljen sletiti na "trbuh". Pilot je bio neozlijeđen a zrakoplov je vraćen u službu za šest tjedana. Uz nesreću, dodatni problem razvoju je predstavljalo mijenjanje uvjeta oko zrakoplova od strane USAF-a. U lipnju 1956. je službeno dobio naziv Thunderchief a u ožujku iste godine naručeno je dodatnih 65 F-105B i 17 RF-105B nakon čega je naručeno i pet dvosjeda F-105C za obuku pilota. RF-105B su otkazani u srpnju 1956. iako su do tada izrađena tri prototipa koja nisu imali oružje ni kameru a korišteni su za testiranja pod oznakom JF-105B. Proizvodnja F-105C je završena 1957. no F-104B se nastavio proizvoditit tako da je završeno i prvih devet produkcijskih zrakoplova. Prvih pet su dobili oznaku Block 1 ili F-105B-2 a ostali su dobili oznaku F-105B-5. Prvi let proizvodnog F-105B-6 je bio 14. svibnja 1958.

## F-105B
Thundercihef je bio dosta kompliciran zrakoplov zbog čega se često trebao servisirati. Električni sustavi su bili posebno napouzdani, hidraulika je bila nesređena a sam trup je trebalo ojačati kako bi izdržao velike stresove pri brzin letovima i skretanjima. 
Izvorno je zrakoplov zahtijevao 150 sati održavanja po satu leta tako da se često događalo da bi jako malo zrakoplova bilo odmah dostupno po potrebi. To se kasnije pokušalo riješiti kroz program "Optimize" kojim su popravljeni sitni nedostaci i kvarovi. Thunderchief je bio, kao i njegovi prethodnici, robustan ali i snažan zrakoplov s "glatkim" linijama. Krila su imala posebna zakrilca za letove manjim brzinama te spojelere za velike brzine kako bi bilo lakše upravljati zrakoplovom. F-105 je imao i sustav zračnih kočnica koji se otvarao kao cvijet oko ispuha motora a istovremeno se prilagođavao zavisno o načinu rada motora ovisno da li se koristi naknadno izgaranje ili obični pogon. 
Serijski proizvedene F-105B je pokretao P&W J75-P-19 motor s 71,6 kN potiska pri normalno radu te 109 kN potiska s naknadnim izagranjem. Bio je opremljen General Electric M61 šetocijevnim 20 mm Vulcan topom koji je bio smješten u lijevoj strani nosa. Mogao je ponijeti i 3.630 kg oružja u unutarnjem prostoru za bombe te dodatnih 1.815 kg oružja na pet vanjskih podvjesnih spojnih točaka. Za ciljanje je koristio MA-8 sustav upravljanja vatrom s AN/APG-31 radarom za mjerenje udaljenosti te K-19 nišanom. Ne proizvedena RF-105B izvidnička inačica nije ima Vulcan top nego dva Colt M39A1 200 mm topa za samoobranu te pet kamera u nosu. U prostoru za bombe je mogao ponijeti Mark 28 i Mark 48 nuklearne bombe, no kako je Thunderchief sve više korišten kao konvencionalni juršnik, u unutarnji prostor se najčešće ugrađivao dodatni spremnik goriva. Ukupni kapacitet goriva bez dodatnog spremnika je iznosio 4.396 litara smještenih u sedam tankova unutar trupa. Imao je i ugrađenu sondu s lijeve strane za nadolijevanje goriva u letu. Uklučujući testne zrakoplove, napravljeno je samo 75 F-105B a zadnjih šest F-15B-20 je dovršeno 1956. F-105B Thunderchiefima su bile opremljene četiri eskadrile USAF-a a zadnji je povučen iz službe 1964. Neki su kasnije vraćeni u rezerve.
F-105B su nasljedile neke nove inačice. USAF je već u studenom 1957. naručio inačicu F-105B koji bi obavljao ulogu presretača u svim vremenskim uvjetima što se na kraju realiziralo u obliku F-105D. Nos F-105D je produžen za 38 centimetara kako bi se mogao ugraditi AN/ASG-9 Thunderstick sustav upravljanja vatrom koji je imao NASARR multi-modalni radar a izmjenji su i neki instrumenti u kokpitu. Pokretao ga je poboljšani J75-P-19W motor s voda-metanol ubrizgavanjem što mu je omogućavalo maksimalnih 118 kN potiska. Usisnici zraka su povećani kako bi primali veću količinu zraka a trup i podvozje su ojačani kako bi mogli podnijeti dodatnu težinu. Naoružanje je bilo slično kao i kod F-105B a mogao je ponijeti i četiri Sidewinder rakete zrak-zrak ili četiri AGM-12 Bullpup. Prvi let prvog od tri F-105D-1 je bio 9. lipnja 1959. a dostava zrakoplova je započela u ranoj 1961. uz kratak prekid jer na jednom testiranju konstrukcija trupa nije izdržala zadane parametre no to je ubrzo popravljeno. Više od 353 F-105D su napravljena u različitim "blokovima" a posljednja inačica je bila F-105D-25 od kojih je 80 napravljeno. Uz dodatna unaprijeđenja instrumenata i opreme na starijim zrakoplovima, ukupan broj F-105D je 610, a posljednji je isporučen 1964.
Iako je 1959. USAF otkazao drugog predloženog dvosjeda F-105, u službi se našao jedan pod oznakom F-105E te je uskoro dokazao kako je dvosjed za obuku nužan kako bi se piloti što brže naviknuli na novi zrakoplov. Razvijen je i drugi dvosjedni prototip pod oznakom F-105F a prvi put j epoletio 11. srpnja 1963. s testnim pilotom Carlom Ardereyem. U službu je ušao pred kraj iste godine. Dvosjed je ima tandem sjedala, dvostruke kontrole i mogućnost nadolijevanja goriva u letu. Trup je produljen za 79 centimetara kako bi se smjestio drugi kokpit. F-105F je bio uz to i potpuno borbeno spreman, imao je ugrađeni top a mogao je ponijeti i nuklearno oružje. Posljednji od 143 F-105F je dostavljen u siječnju 1965. čime je završila proizvodnja Thunderchiefa.

## Povijest korištenja

### Vijetnam
Baš kada se proizvodnja Thunderchiefa bližila kraju rat u Jugoistočnoj Aziji se rasplamsavao. U kolovozu 1964. USAF-ova 36. Taktička lovačka brigada je prebačena iz Japana u zračnu bazu Korat u Tajlandu. Prvotno su bili korišteni kao vatrena potpora spasilačkim misijama no u stvarnosti su služili kao jurišnici za CIA-ine operacije u Laosu. 14. kolovoza 1964. F-105D poručnika Davea Grabena je bio teško oštećen od strane neprijateljske PZO. Unatoč teškim oštećenjima, uspio se vratit u bazu te je zbog teških oštećenja zrakoplov otpisan. To je bio prvi F-105 Thunderchief koji je izgubljen zbog neprijateljskih djelovanja. Šest mjeseci nakon dolaska u Jugoistočnu Aziju, 36. Taktičko lovačka eskadrila je prebačena u drugu bazu a na njeno mjesto je došla 35. Taktičko lovačka. Na kratko su neki F-105 djelovali i iz baze Da Nang u Južnom Vijetnamu no kasnije su vraćeni u Tajland. Sve do 1966. Američka vlada je zanijekala da Thunderchiefovi djeluju iz Tajlanda. U stvarnosti, često su bili korišteni, tako su sudjelovali i u akciji Barrel Roll od prosinca 1964. a korišteni su kao potpora Laoškim snagama u borbi protiv Sjeverno Vijetnamske vojske i drugih komunističkih pobunjenika.
Ovo je bilo zapravo samo zagrijavanje za veće sukobe u zraku. 7. veljače 1965. kao odgovor na komunističke napade, predsjednik Lyndon Johnson je naredio akciju Flaming Dart. U akciji su sudjelovali i F-105 Thunderchiefi s početkom 8. veljače a to su im ujedno bile i prve misije bombardiranja u Sjevernom Vijetnamu. Kasnije su zračna bombardiranja eskalirala protiv Vijetkonga u obliku akcije Rolling Thunder koja je započela 2. ožujka 1965. Akcija je imala zadatak žestokih udara protiv neprijateljskih položaja no nije se pokazala baš uspješnom; oborena su tri F-105 i dva F-100 eskorta pri čemu su četiri pilota poginula a jedan je bio zarobljen. Naposljetku se pokazala da akcija nije previše utjecala na djelovanja Vijetkonga a broj oborenih zrakoplova nam govori da su čak bili spremni. F-105 je bio dosta omiljen među pilotima, mogao je podnijeti dosta pogodaka te se opet uspješno vratiti kući. 1966. jedan F-105 je bio tako oštećen da mu je nedostajao jedan metar krila, no opet se uspio vratiti u bazu. No velika pritužba kod Thunderchiefa je bila velika potrebna udaljenost da poleti, te iako je mogao postići veliku brzinu na malim visinama bio je jako slabo okretan. Od oružja, F-105 je mogao ponijeti impresivne 340 kilogramske bombe, rakete zrak-zemlja, nevođena raketna zrna te napalm bombe. Mogao je biti opremljen s četiri AIM Sidewinder rakete zrak-zrak.
Misije bombardiranja Sjevernog Vijetnama su bile jako opasne posebno u i oko Hanoia a novi problem pilotima su predstavljala nova pravila o zračnom ratovanju koja su se tada često mijenjala a piloti nisu bili obučavani za njih (danas su standard). Veliki problem su predstavljale protu-zračne rakete. Zbog njih je došlo do ideje da se za F-105 razvije sustav električnih protumjera što se i nije pokazalo kao lagan zadatak. General Electric je već tada razvio QRC-160 sustav za ometanje s testovima 1962. i dostavom u Vijetnam 1963. No unatoč već gotovom i spremnom sustavu, piloti su ga ignorirali i nisu ga stavljali na svoje zrakoplove jer su ih smatrali nepotrebnom dodatnom težinom.

## Wild Weasel
Uvođenje sustava ometanja te zaštite od PZO raketa, ratno zrakoplovstvo je odlučilo krenuti u aktivniju borbu protiv položaja na kojima su bile smještene rakete zemlja-zrak. Prva akcija je izvedena 27. srpnja 1965. i pokazala se kao potpuna katastrofa. Umjesto raketa, zrakoplove je dočekala žestoka topnička vatra te je oboreno šest F-105 Thunderchiefa i jedan RF-101 Voodoo. U međuvremenu u SAD-u trvtka Applied Technology INC (ATI) je radila na sustavu protumjera, a za potrebe B-52 su razvili sustav Vector koji je mogao detektirati radarske signale. Kako je rasla prijetnja raketa zrak-zemlja u Vijetnamu, te su zapovijednici iz zrakoplovstva zahtijevali demonstracije sustava. ATI je razvio i IR-133 sustav koji je još točnije mogao odretiti smjer iz kojeg dolazi radarski snop. Svi sustavi su uspješno testirani te je projekt dobio naziv Wild Weasel. Prvotno je sustav ugrađivan na F-100 Super Sabre zrakoplove, no F-100 se u juršnim zadacima nije mogao mjeriti s Thunderchiefom. Prvi od 86 Wild Weasela II je bio borbeno spreman u svibnju 1966. te iako su posade bile još uvijek ne navikle na nove sustave, već u ljeto 1966. EF-105F (Wild Weasel) su sudjelovali u misijama potrage i uništavanja raketa s F-105D. Wild Weaseli bi prvo otkrili metu, a F-105D bi je uništili. Dva pilota Wild Weasel F-105F su dobili najvišu američku nagradu, kongresnu medalju časti.
10. ožujka 1967. kapetan Merlyn F. Dethlefsen je pilotirao jednim od F-105F koje su pratili i dva F-105D. Vođa grupe je gotovo odmah bio oboren od strane artiljerijske vatre, a jedan F-105D je bio teško oštećen tako da se trebao vratiti u bazu. Preostala dva zrakoplova su nosili Shrike protu-radarske rakete te su ih ispalili no bezuspješno, a kada su se krenuli vraćati prema bazi presrela su ih dva sjeverno vijetnamska MiG-21. Lako su im pobjegli jer su Migovi djelovali isključivo u svojim zonama. Nakon toga, dva F-105 su krenuli prema zoni gdje ih Migovi nisu pratili te su naletjeli na žestoku artiljerijsku vatru. Unatoč žestokoj obrani i maloj količini goriva pronašli su metu te je uspješno uništili. 
19. travnja 1967. pilot Leo K. Thorsness je izveo napad na neprijateljske pri čemu je drugi zrakoplov (njegov pratitelj) bio oboren. Iako nije imao dosta goriva, nastavio je kružiti oko mjesta pada svog pratitelja dok ne dođe spasilačka ekipa. Pri tom je uspješno otjerao i MiGove-17 koji su mu se približavali; jednog je oborio a drugog oštetio. Naposljetku se uspješno vratio u bazu. 30. travnja Thorsnessov F-105 je bio pogođen i teško oštećen od strane protivničkog MiG-a zbog čega se s kopilotom morao katapultirati. Pritom teško ozljedio te je bio zarobljen od strane snaga Sjevernog Vijetnama. Oslobođen je sa svojim kopilotom tek 4. ožujka 1973.
Wild Weasel su tijekom svoje službe unaprijeđivani. 56 F-105 su unaprijeđeni na Wild Weasel III konfiguraciju s oznakom F-105G a imali su unaprijeđene električne sustave. Nakon testnih letova dobili su i ugrađene sustave ometanja te dvostruke izbacivače mamaca na trbuhu. Mogli su nositi i poboljšani AGM-78B-1 Starm projektil. Istraživanja USAF-a o eletričnom ratovanju tijekom rata su pokazala da su šanse pronalaska i uništavanja neprijateljske zračne obrane bile jako male, ali sama pojava Wild Weasala je smanjivala neprijateljsku aktivnost raketama zrak-zemlja za 90% što je omogućilo slobodnije djelovanje drugim zrakoplovima.

## Tehničke karakteristike
Osnovne karakteristike
- dužina: 20,4 m[1]
- raspon krila: 10,65 m
- površina krila: 35,76 m2
- visina: 5,99 m

Letne karakteristike
- najveća brzina: 2.208 km/h
- dolet: 3.550 km
- motor: 1× Pratt & Whitney J75-P-19W s naknadnim izagaranjem[1]

Naoružanje
- naoružanje:
- 5 spojišta za naoružanje
- 1× 20 mm M61 Vulcan top
- AIM-9 Sidewinder
- 4 x AGM-12 Bullpup
- razne bombe uključujući nuklearno naoružanje
- defanzivne mjere: AN/ALQ-72 sustav električnih protumjera